# Oscar Oldberg
Oscar Oldberg (* 22. Januar 1846 in Alfta; † 27. Februar 1913 in Pasadena (Kalifornien)) war ein US-amerikanischer Pharmakologe.
Der Sohn des Pastors und Buchautors Anders Oldberg studierte nach dem Besuch des Gymnasiums von 1861 bis 1865 Pharmazie in Falun bei Fredrik W. Helleday, einem Schüler von Jöns Jakob Berzelius. Danach wanderte er in die USA aus und wurde 1869 Lehrer an der School of Pharmacy des Georgetown College. Er wirkte dann bis 1881 als Dekan und Professor für Pharmazie am National College of Pharmacy in Washington, das ihm bei seinem Ausscheiden einen Ehrendoktortitel verlieh.
Von 1874 bis 1881 war Oldberg Lieferant für den Marine Hospital Service der Vereinigten Staaten. Von 1880 bis 1910 war er Mitglied des Committee of Revision and Publication of the Pharmacopoeia der USA. 1886 gründete er die School of Pharmacy der Northwestern University in Chicago und wurde deren erster Dekan.
Oldberg verfasste zahlreiche Bücher zur Chemie, Pharmakologie und Metrologie. Sein Sohn Eric Oldberg wurde Präsident des Chicago Board of Health und der Verwaltung des Chicago Symphony Orchestra. Sein Sohn Arne Oldberg wurde als Komponist bekannt.

## Schriften
- The metric system in medicine: containing an account of the metric system of weights and measures..., P. Blakiston, 1881
- Oscar Oldberg, Otto Augustus Wall: A companion to the United States pharmacopoeia..., W. Wood & company, 1884
- Oscar Oldberg, John Harper Long: A laboratory manual of chemistry, medical and pharmaceutical ..., W. T. Keener, 1887
- Isaac Burney Yeo, Oscar Oldberg: A manual of medical treatment or clinical therapeutics, 1895
- A manual of weights and measures ... with rules and tables, C. J. Johnson, 1887
- An outline of a course of study in practical pharmacy, W.T. Keener, 1889
- 1500 prescriptions of all kinds, right and wrong ..., The Apothecaries’ company, 1892
- Inorganic general, medical and pharmaceutical chemistry, Chicago medical book company, 1900
- Pharmaceutical and chemical problems and exercises..., Chicago medical book company, 1907
- Oscar Oldberg, Maurice Ashbel Mine: Laboratory Manual of Inorganic and Organic Pharmaceutical Preparations, 1911